# Hrabstwo Lamb

Piramida wieku hrabstwa

Hrabstwo Lamb – rolnicze hrabstwo w USA, położone na Wysokich Równinach Teksasu. Utworzone w 1876 r. Siedzibą hrabstwa jest miasteczko Littlefield. Inne miejscowości, to: Olton, Earth, Sudan, Amherst, Springlake i Spade.

## Gospodarka
W 2022 roku hrabstwo zajęło 14. miejsce w stanie i 157. w kraju pod względem wpływów z rolnictwa. Wiodącą rolę odgrywają przemysł mleczarski (8. miejsce w stanie) i hodowle bydła (11. miejsce), które liczą ponad 150 tys. sztuk. 
- uprawa bawełny (17. miejsce), kukurydzy, soi, sorgo i pszenicy[2]
- produkcja siana (18. miejsce)[2]
- handel detaliczny, usługi zdrowotne i edukacyjne (37% zatrudnionych)[3]
- wydobycie ropy naftowej[4].

## Sąsiednie hrabstwa
- Hrabstwo Castro (północ)
- Hrabstwo Hale (wschód)
- Hrabstwo Hockley (południe)
- Hrabstwo Bailey (zachód)
- Hrabstwo Parmer (północny zachód)
- Hrabstwo Lubbock (południowy wschód)
- Hrabstwo Cochran (południowy zachód)

## Demografia
- Latynosi (58,4%)
- biali nielatynoscy (36%)
- Afroamerykanie (4,9%)
- rdzenni Amerykanie (2%)
- Azjaci i z wysp Pacyfiku (1%)[5].

## Religia
Członkostwo w 2020 roku:
- ewangelikalni – ponad 40% (gł. południowi baptyści – 28,8%, zielonoświątkowcy – ok. 5% i campbellici – 4,3%)
- katolicy – 25,2%
- zjednoczeni metodyści – 7,1%
- inni protestanci – 1,6%
- świadkowie Jehowy – 1,1%.